# Wereldkampioenschappen boogschieten 1932
De Wereldkampioenschappen boogschieten 1932 waren door de Fédération Internationale de Tir à l'Arc (FITA) georganiseerde kampioenschappen voor boogschutters. De tweede editie van de wereldkampioenschappen vond plaats in het Poolse Warschau van 11 tot 16 augustus 1932. Er namen 24 boogschutters deel uit vijf landen. De mannen en vrouwen namen voor de laatste keer deel in dezelfde competitie.

## Medaillewinnaars
| M/V | Onderdeel   | Goud                                              | Zilver                                            | Brons                                   |
| M/V | Individueel | Laurent Reth                                      | Zbigniew Kosinski                                 | Janina Kurkowska                        |
| M/V | Team        | Zibigniew Kosinski Michal Sawicki Zygmunt Lotocki | Janina Kurkowska Marja Krolowna Marja Trajdosowna | René Maureau Maurice Denape Paul Demare |

| Rang   | Land      | Goud | Zilver | Brons | Totaal |
| ------ | --------- | ---- | ------ | ----- | ------ |
| 1      | Polen     | 1    | 2      | 1     | 4      |
| 2      | België    | 1    | 0      | 0     | 1      |
| 3      | Frankrijk | 0    | 0      | 1     | 1      |
| Totaal | Totaal    | 2    | 2      | 2     | 6      |

## Resultaten
| Rang | Atleet               | 70m | 50m | 30m | Totaal |
| ---- | -------------------- | --- | --- | --- | ------ |
| 1    | Laurent Reth         | 80  | 164 | 212 | 456    |
| 2    | Zbigniew Kosinski    | 94  | 154 | 165 | 413    |
| 3    | Janina Kurkowska     | 77  | 168 | 161 | 406    |
| 4    | Louise Sandford      | 101 | 147 | 154 | 402    |
| 5    | Michal Sawicki       | 88  | 148 | 163 | 399    |
| 6    | René Maureau         | 87  | 139 | 169 | 395    |
| 7    | Zygmunt Lotocki      | 102 | 137 | 139 | 378    |
| 8    | Marja Krolowna       | 79  | 132 | 138 | 349    |
| 9    | Maurice Denape       | 54  | 149 | 143 | 346    |
| 10   | Jaroslav Lenecek     | 54  | 152 | 127 | 333    |
| 11   | Gaston Quentin       | 42  | 140 | 144 | 326    |
| 12   | Ernest Nelson        | 89  | 106 | 123 | 318    |
| 13   | Jozef Wiecki         | 64  | 118 | 106 | 288    |
| 14   | Kazimierz Sokolowski | 63  | 85  | 133 | 281    |
| 15   | Marja Trajdosowna    | 37  | 74  | 166 | 277    |
| 16   | Stanislaw Lewinski   | 80  | 78  | 115 | 273    |
| 17   | Paul Demare          | 44  | 91  | 122 | 257    |
| 18   | Jan Hörn             | 53  | 79  | 100 | 232    |
| 19   | Charles Macquoid     | 47  | 75  | 107 | 229    |
| 20   | Lord Revelstoke      | 46  | 70  | 103 | 219    |
| 21   | Phyllis Search       | 33  | 77  | 102 | 212    |
| 22   | Louise Nettleton     | 52  | 72  | 80  | 209    |
| 23   | Eda Vana             | 42  | 74  | 90  | 206    |
| 24   | Sylvia Macquoid      | -   | 81  | 71  | 152    |

| Rang | Team                                                    | 70m           | 50m             | 30m             | Totaal           |
| ---- | ------------------------------------------------------- | ------------- | --------------- | --------------- | ---------------- |
| 1    | Polen Zibigniew Kosinski Michal Sawicki Zygmunt Lotocki | 94 88 102 284 | 154 148 137 439 | 165 163 139 465 | 413 399 378 1190 |
| 2    | Polen Janina Kurkowska Marja Krolowna Marja Trajdosowna | 77 79 37 193  | 168 132 74 374  | 161 138 166 465 | 406 349 277 1032 |
| 3    | Frankrijk René Maureau Maurice Denape Paul Demare       | 87 54 44 185  | 139 149 94 379  | 169 143 122 434 | 395 346 257 998  |
| 4    | Engeland Louisa Sandford Ernest Nelson Louise Nettleton | 101 89 57 247 | 147 106 72 325  | 152 123 80 357  | 402 318 209 929  |
| 5    | Tsjecho-Slowakije Jaroslav Lenecek Jan Hörn Eda Vana    | 54 53 42 149  | 152 79 74 305   | 127 100 90 317  | 333 232 206 771  |

1931 ·
1932 ·
1933 ·
1934 ·
1935 ·
1936 ·
1937 ·
1938 ·
1939 ·
1946 ·
1947 ·
1948 ·
1949 ·
1950 ·
1952 ·
1953 ·
1955 ·
1957 ·
1958 ·
1959 ·
1961 ·
1963 ·
1965 ·
1967 ·
1969 ·
1971 ·
1973 ·
1975 ·
1977 ·
1979 ·
1981 ·
1983 ·
1985 ·
1987 ·
1989 ·
1991 ·
1993 ·
1995 ·
1997 ·
1999 ·
2001 ·
2003 ·
2005 ·
2007 ·
2009 ·
2011 ·
2013 ·
2015 ·
2017 ·
2019 ·
2021 ·
2023 ·